# Sherrick McManis
(en) Statistiques sur pro-football-reference
Sherrick Terravis McManis (né le 19 décembre 1987 à Peoria) est un joueur américain de football américain. Il joue actuellement avec les Bears de Chicago.

## Enfance
McManis va à la Richwoods High School de Peoria où il joue au football et où il remporte le titre de champion de l'État de l'Illinois de saut en longueur. Le site de recrutement Rivals.com le considère comme deux étoiles (sur cinq) et décide d'aller étudier à l'université Northwestern.

## Carrière

### Université
En 2006, McManis est nommé dans l'équipe des freshmans (étudiant de seconde année) de l'année pour la conférence Big Ten par le magazine Sporting News. Lors de cette saison, il fait vingt-et-un tacles, arrête six passes et en intercepte une. Pour la saison 2007, il devient cornerback titulaire et fait soixante-quinze tacles, sept passes déviées et une interception. En 2008, il fait cinquante-trois tacles mais arrête quatorze passes et en intercepte deux. Pour sa dernière saison universitaire, il est nommé dans l'équipe de la saison de la conférence Big Ten après avoir fait trente-sept tacles et stoppé douze passes lors de la saison 2009.
Sa carrière universitaire se conclut par 201 tacles, huit tacles pour des pertes, trente-neuf passes stoppées et neuf interceptions.

### Professionnel
Sherrick McManis est sélectionné au cinquième tour du draft de la NFL de 2010 par les Texans de Houston au 144e choix. Le 27 mai 2010, il signe un contrat d'une valeur de 1,982 millions de dollars avec les Texans, s'engageant pour quatre années. Pour sa première saison professionnelle, il entre au cours de quatorze matchs et intercepte une passe, ainsi qu'une passe stoppée et un tacle.